# Mimiche Diabaté
Pour l’article homonyme, voir Diabaté.
Mimiche Diabaté née à Beyla, de son vrai nom Aminata Diabate, est une présentatrice de télévision et personnalité des réseaux sociaux guinéenne.

## Biographie
Mimiche Diabaté naît à Beyla et grandit à Nzérékoré,, où elle remporte des concours de beauté à partir de 2007. Elle obtient son baccalauréat en sciences sociales en 2013. Elle déménage ensuite à Conakry, où elle étudie le droit à l'université Mahatma Gandhi et obtient sa licence en 2016 en droit des affaires. En 2017, elle étudie brièvement l'informatique. Elle pratique également la danse.

## Parcours professionnel
Mimiche Diabaté commence sa carrière comme journaliste et présentatrice de télévision. Elle travaille avec le COMIGUI puis en 2017, dans l'événementiel dans l'entreprise d'AlphaO. En 2015, elle commence à poster des vidéos de danse sur Facebook ; en 2018, elle passe à une page officielle.
En 2018, elle commence à travailler chez CIS Médias, commençant par être animatrice dans la Matinale de l'entreprise,, puis animant l'émission interactive Cis family qui lui donne beaucoup de notoriété ; elle anime ensuite l'émission On se parle,. Un peu après, elle crée un compte TikTok où elle gagne rapidement en popularité dès 2020 avec des vidéos de danse. Elle crée également une entreprise, MidiaCom, qu'elle lance officiellement le 27 septembre 2020 et qui se spécialise en événementiel et en communication.
En 2021, Mimiche Diabaté est nommée dans la catégorie Meilleure Influenceuse Africaine de l'événement CPLA. Courant 2022, elle dépasse le million d'abonnés,.
En novembre 2022, elle commence un partenariat avec Canal+ Guinée, assurant la publicité de leurs décodeurs.
En janvier 2023, elle organise une soirée TikTok, où elle rassemble les TikTokeurs principaux d'Afrique en Guinée, avec le soutien du gouvernement qui en fait aussi un événement d'image pour le pays. Elle est reçue par la ministre du Plan et de la Coopération internationale, Rose Pola Pricemou, pour discuter de futurs projets ; en particulier, son entreprise MidiaCom reçoit un projet de branding national de la Guinée.
Le 22 février 2024, elle annonce la quatrième édition de sa soirée TikTok dénomée "la rencontre des influenceurs en Guinée" avec à l’affiche une vingtaine d’influenceurs africains .

## Prix et reconnaissances
- 2021 : Mimiche Diabaté est nommée dans la catégorie Meilleure Influenceuse Africaine de l'événement CPLA[1].

## Vie privée
Mimiche Diabaté, c'est mariée le 26 octobre 2024 au styliste Ahmed Sékou Touré connue sous le nom d'AST.